# Іванов Семен Варфоломійович
Семен Варфоломійович Іванов (нар. 27 квітня 1880, село Даниловичі (за іншими даними — село Мамкіно) Смоленської губернії, тепер Рославльського району Смоленської області, Російська Федерація — 8 червня 1955, Москва, Російська Федерація) — радянський діяч, голова Смоленського губвиконкому, голова Південного гірничого тресту. Член Центрального бюро Комуністичної партії Білорусі в грудні 1918 — березні 1919 р. Член Політичного бюро ЦК Комуністичної партії Литви й Білорусі в березні — листопаді 1919 р. Член ЦК КП(б)У в листопаді 1927 — червні 1930 р. Член Організаційного бюро ЦК КП(б)У в червні 1928 — червні 1930 р.

## Біографія
Народився в селянській родині. Закінчив початкову школу. З шістнадцятирічного віку працював теслярем і мулярем за наймом, пізніше електроустановником у Москві. 1901 року був призваний в царську армію, в імператорський флот. Отримав чин унтер-офіцера російського флоту, служив у мінній роті.
Член РСДРП(б) з 1904 року.
У 1905 році став членом Кронштадтського партійного комітету РСДРП, мав партійну кличку «Борис». 9 липня 1906 року був заарештований царською поліцією і узятий під варту у в'язницю «Хрести» в Санкт-Петербурзі. Суд засудив його до адміністративного заслання в Архангельську губернію, але незабаром Іванов утік із заслання та повернувся в Петербург. 5 травня 1907 року був вдруге заарештований царською поліцією в місті Лібаві. Цього разу суд засудив його до 15 років каторжних робіт. Відбував покарання в каторжних в'язницях Риги і Смоленська. Звільнений із Смоленської в'язниці після Лютневої революції 1917 року.
Повернувшись у березні 1917 року на батьківщину, був обраний головою Даниловицького волосного виконавчого комітету Смоленської губернії. Усупереч забороні Тимчасового уряду, волвиконком одним із перших в Смоленській губернії почав проводити вилучення земель у поміщиків. Пізніше Іванов був обраний членом Єльнинської повітової земської управи, членом Єльнинського повітового виконкому Смоленської губернії. Обирався делегатом II Всеросійського з'їзду Рад. У жовтні 1917 року був обраний членом Смоленського губернського комітету РСДРП(б).
У листопаді 1917 — травні 1918 року — голова Смоленського губернського комітету РСДРП(б)-РКП(б). Одночасно, у січні — квітні 1918 року — голова Смоленської губернської управи, у березні — травні 1918 року — голова виконавчого комітету Смоленської губернської ради та голова Ради Народних Комісарів Смоленської губернії.
У травні — вересні 1918 року — заступник голови виконавчого комітету Західної обласної ради. У вересні 1918 — січні 1919 року — голова виконавчого комітету Західної обласної ради у місті Смоленську.
1 січня — 28 лютого 1919 року — народний комісар внутрішніх справ РСР Білорусі. З лютого 1919 року — заступник голови Центрального виконавчого комітету РСР Литви і Білорусі.
У березні 1919 — вересні 1920 року — голова Смоленського губернського комітету РКП(б). Одночасно, у березні — серпні 1919 року — голова виконавчого комітету Смоленської губернської ради, у жовтні 1919 — січні 1920 року — голова Смоленської губернського революційного комітету, у січні — червні 1920 року — голова виконавчого комітету Смоленської губернської ради.
У вересні 1920 — 1922 року — заступник голови виконавчого комітету Тверської губернської ради, голова Тверської губернської ради народного господарства, голова Тверської губернської ради професійних спілок.
З 1922 року — на господарській роботі в системі гірничої промисловості СРСР, голова (керівник) Південнорудного (Південного гірничого) тресту в Українській СРР, заступник керуючого «Донвугілля», начальник Гірничорудного сектора Вищої ради народного господарства СРСР.
До червня 1936 року — керуючий тресту «Східруда». У червні 1936 — жовтні 1937 року — начальник відділу Урал — Кузбас Головного управління вугільної промисловості Народного комісаріату важкої промисловості СРСР. У жовтні 1937 — жовтні 1938 року — директор Науково-дослідного вугільного інституту в місті Тулі. У жовтні 1938 — березні 1943 року — начальник відділу підсобних підприємств Головного управління будівництва шахт (Головшахтобуду) Народного комісаріату паливної промисловості СРСР.
У березні 1943 — квітні 1944 року — інженер відділу відкритих робіт Народного комісаріату вугільної промисловості СРСР. У квітні 1944 — квітні 1954 року — старший інженер Всесоюзного науково-дослідного інституту вугільної промисловості.
З квітня 1954 року — на пенсії.

## Нагороди
- орден Леніна (17.05.1955)
- орден Трудового Червоного Прапора
- три медалі